# George Sydney Hawkins

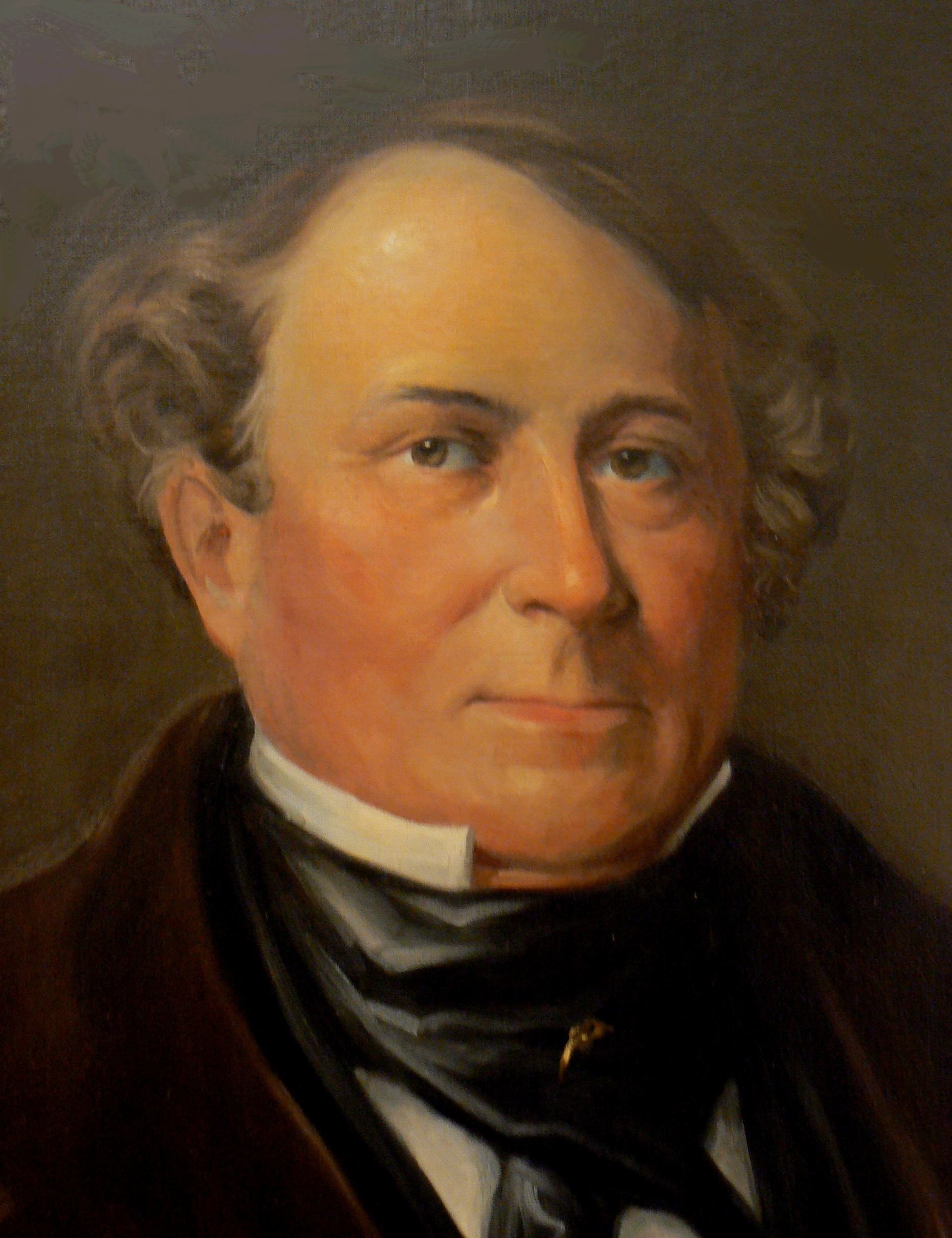
George Sydney Hawkins

George Sydney Hawkins (* 1808 in Kingston, New York; † 15. März 1878 in Marianna, Florida) war ein US-amerikanischer Jurist und Politiker. Zwischen 1857 und 1861 vertrat er den Bundesstaat Florida im US-Repräsentantenhaus.

## Werdegang
Das genaue Geburtsdatum von George Hawkins ist unbekannt. Er besuchte die öffentlichen Schulen seiner Heimat und studierte danach an der Columbia University in New York City. Nach einem anschließenden Jurastudium und seiner Zulassung als Rechtsanwalt begann er in seinem neuen Beruf zu arbeiten. Später zog er in das Florida-Territorium, wo er sich in Pensacola niederließ. Im Jahr 1837 nahm er als Hauptmann an einem Indianerkrieg teil. Außerdem war er Mitglied im Regierungsrat (Legislative Council) des Territoriums. Im Jahr 1841 wurde er Bezirksstaatsanwalt. Ein Jahr später übernahm er den Posten des Bundesstaatsanwalts im Apalachicola-Distrikt. Von 1846 bis 1850 war Hawkins Richter am Supreme Court of Florida; ab 1851 fungierte er als Bezirksrichter.
Politisch war Hawkins Mitglied der Demokratischen Partei. Er war zeitweise Abgeordneter im Repräsentantenhaus von Florida und Mitglied des Staatssenats. Bei den Kongresswahlen des Jahres 1856 wurde er im damals einzigen Wahlbezirk von Florida in das US-Repräsentantenhaus in Washington, D.C. gewählt, wo er am 4. März 1857 die Nachfolge von Augustus Maxwell antrat. Nach einer Wiederwahl im Jahr 1858 konnte er bis zu seinem Rücktritt am 21. Januar 1861 im Kongress verbleiben. Diese Zeit war von den Diskussionen und Ereignissen im unmittelbaren Vorfeld des Bürgerkrieges geprägt. Sein Rücktritt erfolgte, nachdem der Staat Florida den Austritt aus der Union beschlossen hatte.
Von 1862 bis 1865 war George Hawkins konföderierter Bezirksrichter. Im Jahr 1877 wurde er mit der Analyse der Staatsgesetzgebung von Florida beauftragt. Er starb am 15. März 1878 in Marianna.